# 第14屆金音創作獎
第14屆金音創作獎是2023年臺灣創作音樂的年度盛事之一，以表揚年度傑出的臺灣創作音樂從業人員。

## 評審
評審團主席：盧律銘

## 入圍暨得獎名單
以表示得獎者

### 評審團獎
Mong Tong／《道火》

### 特別貢獻獎
沈鴻元

## 外部連結
- 第14屆金音創作獎入圍名單.文化部影視及流行音樂產業局.2023-09-14
- 第14屆金音創作獎得獎名單.文化部影視及流行音樂產業局.2023-10-28